# Dewinder Bradley
Dewinder Deesmith Bradley Jolón (ur. 1 czerwca 1994 w Villa Canales) – gwatemalski piłkarz występujący na pozycji napastnika, reprezentant Gwatemali, od 2022 roku zawodnik Antigui GFC.
Jego brat Luis Bradley również był piłkarzem.